# جان لیسینا
جان لیسینا (انگلیسی: John Licina؛ زادهٔ ۶ اوت ۱۹۷۶) بازیکن فوتبال اهل فرانسه است.
از باشگاه‌هایی که در آن بازی کرده‌است می‌توان به باشگاه فوتبال داندی یونایتد و باشگاه فوتبال سوشو اشاره کرد.